# Maníacos de Dnipropetrovsk
Os maníacos de Dnipropetrovsk (em ucraniano:  Дніпропетровські маніяки; em russo:  Днепропетровские маньяки) são assassinos em série ucranianos responsáveis por uma série de homicídios em Dnipropetrovsk (atual Dnipro) em junho e julho de 2007. O caso ganhou ainda mais notoriedade porque os assassinos fizeram gravações em vídeo de alguns dos crimes, com um dos vídeos vazando na Internet conhecido como "3 Guys 1 Hammer" (em português:  "3 Caras e 1 Martelo"). Dois jovens de 19 anos, Viktor Sayenko (em ucraniano:  Віктор Саєнко; em russo:  Виктор Саенко), nascido em 1 de março de 1988, e Igor Suprunyuk (em ucraniano:  Ігор Супрунюк; em russo:  Игорь Супрунюк), nascido em 20 de abril de 1988, foram presos e acusados de matar 21 pessoas de maneira cruel.
Um terceiro conspirador, Alexander Hanzha (em ucraniano:  Олександр Ганжа; em russo:  Александр Ганжа), nascido em fevereiro de 1988, foi acusado de dois assaltos à mão armada ocorridos antes da onda de assassinatos. Em 11 de fevereiro de 2009, todos os três réus foram considerados culpados. Sayenko e Suprunyuk foram condenados à prisão perpétua, enquanto Hanzha recebeu nove anos de prisão. Os advogados de Sayenko e Suprunyuk interpuseram um recurso, que foi rejeitado pelo Supremo Tribunal da Ucrânia em novembro de 2009.

## Assassinatos
Os dois primeiros assassinatos ocorreram no final de 25 de junho de 2007. A primeira vítima foi uma mulher de 33 anos de idade chamada Yekaterina Ilchenko, que estava caminhando para casa depois de tomar chá no apartamento de sua amiga. De acordo com a confissão de Sayenko, ele e Suprunyuk estavam "saindo para uma caminhada". Suprunyuk tinha um martelo. Quando Ilchenko passou, Suprunyuk "girou" e a atingiu na lateral da cabeça. O corpo de Ilchenko foi encontrado por sua mãe às 5h da madrugada. Uma hora após o primeiro assassinato, os dois homens atacaram sua próxima vítima, Roman Tatarevich, enquanto ele dormia em um banco perto da cena do primeiro crime. A cabeça de Tatarevich foi esmagada com objetos contundentes inúmeras vezes, deixando-o irreconhecível. O banco estava localizado do outro lado da rua do gabinete do promotor público local.
Em 1 de julho, mais duas vítimas, Yevgenia Grischenko e Nikolai Serchuk, foram encontradas assassinadas na cidade vizinha de Novomoskovsk. Na noite de 6 de julho, mais três pessoas foram assassinadas em Dnipro. O primeiro foi Egor Nechvoloda, um recruta do exército recém-dispensado, que foi espancado enquanto voltava para casa de uma boate. A mãe encontrou o corpo pela manhã no prédio onde moravam na rua Bohdan-Khmelnytsky. Yelena Shram, uma guarda noturna de 28 anos, foi então assassinada na esquina da Rua Kosiora. De acordo com a confissão gravada de Sayenko, enquanto Shram caminhava em direção a eles, Suprunyuk a golpeou com o martelo que estava escondido sob a camisa e a atingiu várias outras vezes depois que ela caiu. Ela estava carregando uma bolsa cheia de roupas. Os homens pegaram o saco, usaram as roupas para limpar o martelo e jogaram o saco fora. Mais tarde, na mesma noite, os homens assassinaram uma mulher chamada Valentina Hanzha (sem relação aparente com o co-réu Alexander Hanzha), mãe de três filhos e cujo marido era deficiente.
No dia seguinte, 7 de julho, dois meninos de 14 anos de idade de Pidhorodne, uma cidade próxima, foram atacados enquanto iam pescar. Um dos dois amigos, Andrei Sidyuk, foi morto, mas o outro, Vadim Lyakhov, conseguiu escapar depois de se esconder na floresta. Mais tarde, em 12 de julho, Sergei Yatzenko, de 48 anos de idade, incapacitado por uma recente luta contra o câncer, desapareceu enquanto pilotava sua motocicleta Dnepr. Seu corpo espancado foi encontrado em decomposição quatro dias depois, com sinais de um ataque selvagem visíveis mesmo depois de quatro dias no calor do verão ucraniano. Poucos dias depois, em 14 de julho, Natalia Mamarchuk, de 45 anos de idade, estava andando de scooter na vila vizinha de Diyovka. Enquanto ela passava por uma área arborizada, dois homens se aproximaram dela e a derrubaram. Eles então a espancaram até a morte com um martelo ou cano e foram embora em sua scooter. Testemunhas locais perseguiram os agressores, mas perderam-nos de vista.
Mais treze assassinatos se seguiram, muitas vezes com vários corpos encontrados no mesmo dia. Além das ocorrências anteriores, duas vítimas eram encontradas diariamente no período entre 14 e 16 de julho. As vítimas eram aparentemente selecionadas aleatoriamente. Muitas eram vulneráveis a ataques, incluindo crianças, idosos, pessoas em situação de rua ou pessoas sob influência de álcool. A maioria das vítimas foi morta com o uso de objetos contundentes, incluindo martelos e barras de aço. Os golpes eram frequentemente direcionados aos seus rostos, deixando-os irreconhecíveis e deformados. Muitas vítimas também foram mutiladas e torturadas; algumas tiveram os olhos arrancados enquanto ainda estavam vivas. Uma mulher grávida teve seu feto retirado do útero. Apesar da extrema crueldade dos assassinatos, não foi relatado nenhum caso de agressão sexual. Algumas vítimas também tiveram seus celulares e outros objetos de valor roubados e seus pertences foram penhorados em brechós da região. No entanto, a maioria das vítimas teve seus pertences deixados intactos. Os assassinatos cobriram uma grande área geográfica. Além de Dnipro, muitos ocorreram em áreas periféricas do Oblast de Dnipropetrovsk.

## Investigação
Nenhuma ligação oficial entre os assassinatos foi feita até o ataque de 7 de julho a dois meninos em Pidhorodne. Vadim Lyakhov, o sobrevivente, foi inicialmente preso, suspeito de assassinar seu amigo. Segundo informações, foi-lhe negado o acesso a um advogado e ele foi espancado pela polícia durante o interrogatório. No entanto, rapidamente ficou claro que ele não era responsável pela morte do amigo, já que o assassinato estava relacionado à onda de assassinatos em andamento. Lyakhov cooperou com os investigadores para criar esboços dos atacantes.
Uma força-tarefa foi rapidamente enviada de Kiev, liderada pelo principal investigador criminal, Vasily Paskalov. Uma operação de caça aos assassinos rapidamente cresceu e passou a abranger a maioria das forças policiais locais e, segundo consta, mais de 2 mil investigadores chegaram a trabalhar no caso. A investigação foi inicialmente mantida em segredo. Nenhuma informação oficial sobre os assassinatos foi divulgada e a população local não foi avisada sobre possíveis ataques nem recebeu descrições dos suspeitos. No entanto, os rumores dos ataques mantiveram a maior parte da população local em casa durante a noite.

### Suspeitos
Os três suspeitos, Viktor Sayenko, Igor Suprunyuk e Alexander Hanzha, foram presos em 23 de julho de 2007. Suprunyuk tentou vender um celular roubado de uma vítima em uma loja de penhores local por 150 grívnias (cerca de 30 dólares em valores de 2007). Os agentes da lei rastrearam a localização do telefone assim que o dono da loja o ligou para verificar sua funcionalidade. Sayenko e Suprunyuk foram presos perto da caixa registradora da loja. Hanzha foi preso em casa e, segundo relatos, conseguiu jogar outros celulares e joias roubados no vaso sanitário. Os itens foram recuperados, mas todas as informações dos telefones foram perdidas.
Os três suspeitos frequentaram a escola juntos e, aos 14 anos de idade, encontraram alguns pontos em comum. "Eu e Igor [Suprunyuk] tínhamos medo de altura e tínhamos medo de ser espancados por valentões", afirmou Sayenko durante o interrogatório. Suprunyuk procurou conselhos sobre como se livrar dos medos, o que levou os meninos a ficarem na sacada do apartamento no 14º andar por horas, pendurados no corrimão. Isso teria tido um efeito positivo no medo de altura. Hanzha era supostamente o mais sensível dos três. Ele tinha fobia de sangue e até se recusava a dar banho em seu gato, com medo de que ele pudesse escaldá-lo. Suprunyuk sugeriu enfrentar os medos torturando cães de rua. Os meninos capturaram cães em uma área arborizada perto de sua casa, penduraram-nos em árvores, estriparam-nos e tiraram fotos ao lado dos cadáveres. As provas da acusação incluíam muitas dessas fotos tiradas pelos suspeitos quando eram menores de idade. Algumas fotos mostram os meninos desenhando suásticas e outros símbolos com sangue de animais e fazendo a saudação nazista. Em uma foto, Suprunyuk posa exibindo um bigode de broxa, semelhante ao bigode de Adolf Hitler. Suprunyuk nasceu em 20 de abril, o mesmo dia de Hitler, e referiu-se a este fato. Um longo vídeo mostrando os três torturando um gato branco foi exibido no tribunal durante o julgamento.
Quando tinham 17 anos de idade, Suprunyuk espancou um garoto local e roubou sua bicicleta, que depois vendeu para Sayenko. Ambos foram presos, mas não foram para a cadeia devido à idade. Depois do ensino médio, Hanzha teve que trabalhar em empregos temporários, como confeiteiro e operária da construção civil. No momento da sua detenção, ele estava desempregado há algum tempo. Sayenko estudava em um instituto de metalurgia em meio período e trabalhava como segurança. Suprunyuk permaneceu oficialmente desempregado, mas ganhava a vida dirigindo seu Daewoo Lanos verde como um táxi sem licença. O carro teria sido um presente de aniversário de seus pais.
Alguns meses antes da onda de assassinatos, Suprunyuk – com a ajuda de Sayenko e Hanzha – começou a pegar passageiros e a roubá-los. Um Daewoo verde com a marcação de um táxi em formato de tabuleiro de xadrez foi frequentemente descrito como o veículo usado nos assassinatos. De acordo com as confissões dos suspeitos, algumas vítimas de homicídio foram recolhidas como passageiras no táxi. Hanzha teria participado de um ataque em que dois homens foram roubados e depois se recusou a participar de outros ataques.
A mídia local informou que os suspeitos tinham pais ricos e influentes com ligações com as autoridades locais. Vladimir Suprunyuk, pai de Suprunyuk, em sua entrevista para Segodnya, afirmou que ele havia sido empregado na Yuzhmash como piloto de testes, frequentemente voando com Leonid Kuchma, o futuro presidente da Ucrânia, e que continuou a servir como seu piloto pessoal em voos domésticos após a ascensão de Kuchma ao poder. As autoridades locais, incluindo o vice-ministro do Interior Nikolay Kupyanskiy, referiram-se inicialmente à suposta influência das famílias dos suspeitos, mas mais tarde negaram a avaliação, alegando que todos os três suspeitos eram provenientes de famílias pobres. No entanto, Sayenko foi representado em tribunal pelo seu pai, Igor Sayenko, um advogado.

### Julgamento
Os três homens foram acusados de envolvimento em 29 incidentes separados, incluindo 21 assassinatos e mais oito ataques em que as vítimas sobreviveram. Suprunyuk foi acusado de 27 casos, incluindo 21 acusações de homicídio capital, oito assaltos à mão armada e uma acusação de crueldade contra animais. Sayenko foi acusado de 25 acusações, incluindo 18 assassinatos, cinco roubos e uma acusação de crueldade contra animais. Hanzha foi acusado de duas acusações de roubo à mão armada decorrentes de um incidente ocorrido em 1 de março de 2007 em Kamianske.
Todos os três confessaram rapidamente, embora Suprunyuk tenha posteriormente retirado sua confissão. O julgamento começou em junho de 2008. Suprunyuk declarou-se inocente, enquanto os outros dois suspeitos declararam-se culpados de todas as acusações. Viktor Chevguz, o advogado de defesa original de Suprunyuk, abandonou o caso após supostamente ficar desapontado porque a alegação de insanidade de seu cliente não foi aceita. Os advogados das famílias das vítimas argumentaram que o nível de planejamento e cuidado demonstrado pelos assassinos durante a sua onda de crimes significava que eles estavam totalmente cientes das suas ações.
As evidências da acusação incluíam manchas de sangue nas roupas dos suspeitos e gravações em vídeo dos assassinatos. A defesa negou que as pessoas nos vídeos fossem os suspeitos, alegando sérios problemas com a investigação, incluindo pelo menos mais 10 assassinatos encobertos pela acusação, supostos encobrimentos de prisões adicionais de pessoas com conexões poderosas que foram libertadas sem serem acusadas, até mesmo nomeando algumas das pessoas adicionais supostamente envolvidas nos assassinatos. O caso foi ouvido por um painel de juízes presidido pelo juiz Ivan Senchenko. A acusação pediu prisão perpétua para Sayenko e Suprunyuk, e de 15 anos de trabalhos forçados para Hanzha. A Ucrânia não aplica a pena de morte desde fevereiro de 2000, depois de o Tribunal Constitucional ter considerado a pena de morte inconstitucional em dezembro de 1999.

### Motivação
A promotoria não estabeleceu um motivo por trás dos assassinatos. A mídia ucraniana relatou que os assassinos tinham o plano de enriquecer vendendo os vídeos dos assassinatos que gravaram. A namorada de um suspeito relatou que eles planejavam fazer quarenta vídeos separados de assassinatos. Isto foi corroborado por um antigo colega de turma que afirmou ter ouvido frequentemente que Suprunyuk estava em contato com um desconhecido "rico operador de um website estrangeiro" que encomendou quarenta vídeos snuff e que pagaria muito mais dinheiro quando estes fossem feitos. O chefe da segurança regional, Ivan Stupak, rejeitou a alegação por falta de evidências. O vice-ministro do Interior, Nikolay Kupyanskiy, comentou: "Para esses jovens, o assassinato era como entretenimento". No julgamento, descobriu-se que Suprunyuk recolheu recortes de jornais sobre o caso. Algumas fotografias dos crimes tinham legendas adicionadas, incluindo: "Os fracos devem morrer. Os mais fortes vencerão."

### Reivindicações de defesa
A equipe jurídica que defendia os suspeitos era composta por três advogados, um para cada suspeito. Todos os três advogados foram originalmente nomeados pelo tribunal, mas após as audiências iniciais, Sayenko solicitou ser representado pelo seu pai porque o seu advogado nomeado aparentemente se formou na faculdade de direito apenas dois meses antes.
Os advogados de Hanzha basearam sua defesa no fato de que ele nunca participou da onda de assassinatos e esteve envolvido apenas em um único incidente quatro meses antes do início dos assassinatos, no qual dois homens foram roubados na cidade vizinha de Dniprodzerzhynsk . Hanzha admitiu a sua culpa, esperando uma sentença mais branda.
A estratégia de defesa dos outros dois suspeitos foi atacar a acusação de forma ampla. Vários investigadores foram chamados para depor, incluindo o líder da equipe de prisão e o investigador principal do caso. A defesa alegou buscas ilegais, registros mantidos de forma inadequada e problemas durante os interrogatórios. Igor Sayenko levantou questões sobre o vídeo das buscas realizadas nos apartamentos dos suspeitos. Segundo Sayenko, a fita para e recomeça constantemente, mostrando as evidências obtidas somente após serem recolhidas pelos investigadores, mas nunca o momento real da descoberta.
Numa entrevista ao jornal Komsomolskaya Pravda, Igor Sayenko afirmou que um quarto suspeito chamado Danila Kozlov foi inicialmente acusado dos assassinatos. Tatiana Shram, irmã da vítima Elena Shram, também declarou em uma entrevista que viu o nome de Kozlov mencionado em documentos judiciais e que Kozlov estava ciente dos assassinatos e estava com os suspeitos pouco antes de sua irmã ser assassinada. Shram afirmou ainda que os investigadores lhe disseram que Kozlov continua em liberdade porque "não assassinou ninguém" e quando o seu advogado tentou levar o assunto ao tribunal, o juiz "pediu-lhe que se sentasse".
Igor Sayenko continuou a especular sobre a influência das famílias dos "verdadeiros assassinos", alegando que conduziu uma entrevista com uma vítima fugitiva que queria que sua identidade fosse mantida em segredo por temer por sua vida. A vítima não identificada alegou que identificou os suspeitos de seu ataque e que outros dois homens foram identificados e presos. Os suspeitos foram supostamente libertados uma hora depois devido à pressão das suas famílias e dois dos investigadores foram despedidos. Sayenko declarou no tribunal que quatro dias antes dos três suspeitos serem presos, a polícia pegou dois homens e uma mulher cometendo um dos assassinatos. Os suspeitos atacaram os policiais, mas foram presos e autuados sob os nomes de Sayenko e Suprunyuk, mas eles não eram os homens atualmente em julgamento. "Mas agora esses detalhes estão sendo encobertos", disse Sayenko no tribunal. "Os investigadores alegam que isso não aconteceu. Mas há pessoas, oficiais da Militsiya (agência governamental ucraniana), que em 19 de julho de 2007, receberam relatos de que aqueles três foram presos. [...] Mas, infelizmente, descobriu-se que as pessoas presas tinham pais poderosos. Então a informação foi rapidamente suprimida e, em vez disso, meu filho e dois de seus amigos foram acusados. Eu também acredito que a garota presa naquele dia já deixou o país e agora está na Alemanha."
A equipe de defesa também alegou que a promotoria ocultou do tribunal informações que inocentavam seus clientes. Igor Sayenko afirmou que a polícia entrevistou testemunhas e recuperou evidências de dois assassinatos adicionais. Os suspeitos tinham um forte álibi para a época desses assassinatos, então todas as informações sobre esses crimes foram removidas do caso.
A defesa de Sayenko alegou que ele tinha uma "dependência psicológica" de Suprunyuk, a quem chamavam de líder. Eles alegaram que Suprunyuk ameaçou Sayenko repetidamente e que Sayenko temia por sua vida. Sayenko testemunhou no tribunal que tinha medo constante de Suprunyuk desde a 7ª série.
A estratégia da equipe de defesa recebeu algum apoio das famílias das vítimas, que estariam insatisfeitas com a lentidão do processo legal e com o suposto acobertamento dos investigadores. Alguns familiares das vítimas disseram à imprensa que planejavam criar uma organização independente para monitorizar os procedimentos judiciais. As autoridades ucranianas negaram veementemente que uma quarta pessoa estivesse envolvida nos assassinatos e que ainda pudesse estar à solta e disseram que os rumores de crimes semelhantes ocorridos desde a detenção dos três suspeitos eram infundados.

### Vídeos e fotografias de assassinatos
Os celulares e computadores pessoais dos suspeitos continham diversas gravações de vídeo dos assassinatos. Um vídeo foi vazado na Internet sob o título "3 Guys 1 Hammer", mostrando o assassinato de Sergei Yatzenko, de 48 anos de idade. Ele é visto deitado de costas em uma área arborizada e é golpeado repetidamente no rosto com um martelo mantido dentro de um saco plástico. Um agressor esfaqueia Yatzenko no olho e no abdômen com uma chave de fenda. Yatzenko é então golpeado com o martelo para garantir que esteja morto. O ataque dura mais de quatro minutos, durante os quais a vítima sofre lapsos de consciência. Um dos assassinos é visto sorrindo para a câmera durante o vídeo.
Os suspeitos também foram encontrados em posse de diversas fotografias que os mostram participando dos funerais das vítimas. Eles podem ser vistos sorrindo e "mostrando o dedo" para os caixões e lápides. Provas de abuso animal também foram mostradas no tribunal, com os suspeitos posando ao lado de cadáveres de animais mutilados.
As provas fotográficas e de vídeo foram apresentadas no tribunal em 29 de outubro de 2008, como parte de uma apresentação mais ampla de mais de 300 fotografias e dois vídeos. A defesa contestou a apresentação, alegando que as provas foram obtidas ilegalmente e que os sujeitos mostrados no vídeo e nas fotografias foram alterados digitalmente para se assemelharem aos suspeitos. Quando perguntaram a Sayenko e Suprunyuk se eles reconheciam as pessoas nas fotos, eles responderam que não. O juiz Ivan Senchenko respondeu afirmando: "Você não é cego". Valery Voronyuk, especialista em edição de filmes e vídeos, testemunhou que o vídeo não foi falsificado ou alterado. O tribunal rejeitou todas as objeções da defesa, aceitou o argumento da acusação de que o material era genuíno e mostrou os suspeitos no ato de assassinar suas vítimas.

### Vítima no vídeo
O homem cujo assassinato é registrado no vídeo vazado foi identificado como Sergei Yatzenko, da aldeia de Taroms'ke. O seu assassinato ocorreu em 12 de julho de 2007 e o seu corpo foi encontrado em 16 de julho. Yatzenko tinha 48 anos de idade e havia sido forçado a se aposentar devido a um tumor cancerígeno na garganta. O tratamento o deixou incapaz de falar por algum tempo. Yatzenko estava infeliz por não poder trabalhar e continuou a fazer trabalhos temporários pela aldeia, como construção, conserto carros e costura de cestos, além de cozinhar para sua família. Ele estava começando a recuperar a voz quando foi assassinado. Yatzenko era casado e tinha dois filhos e um neto. Ele também cuidava de sua mãe deficiente.
Por volta das 14h30 do dia do assassinato, ele ligou para a esposa para dizer que iria abastecer a moto e visitar o neto. Ele não chegou à casa do neto e seu celular foi desligado às 18h. Sua esposa Lyudmila ligou para uma amiga e andou pela vila, com medo de que seu marido pudesse ter ficado doente ou sofrido um acidente de moto. Eles não conseguiram localizar nenhum sinal dele. Eles também não podiam registrar um boletim de ocorrência de desaparecimento, já que na Ucrânia uma pessoa não pode ser declarada desaparecida até pelo menos 72 horas após ter sido vista pela última vez. No dia seguinte, Lyudmila postou fotos do marido pela vila e pediu mais ajuda local para fazer buscas na área ao redor. Quatro dias depois, um morador que viu um dos cartazes de Lyudmila se lembrou de ter visto uma bicicleta da marca Dnepr abandonada em uma área arborizada remota perto de um depósito de lixo. Ele levou os parentes de Yatzenko ao local, onde descobriram seu corpo mutilado e em decomposição.
O fato de o assassinato de Yatzenko ter sido capturado em vídeo era desconhecido do público até uma sessão do tribunal em 29 de outubro de 2008. O vídeo não editado do assassinato foi exibido como parte de uma grande apresentação da promotoria, causando choque nos presentes. O tribunal concordou com a acusação que o vídeo era genuíno, que mostrava Suprunyuk atacando a vítima e que Sayenko era o homem por trás da câmera.
O vídeo mostrando o assassinato de Sergei Yatzenko vazou para um site chocante sediado nos Estados Unidos e datado de 4 de dezembro de 2008. Ekaterina Levchenko, conselheira do ministro do Interior da Ucrânia, criticou o vazamento, mas admitiu que o controle dos vídeos na Internet era "virtualmente impossível". Caitlin Moran, do The Times, assistiu a parte do vídeo e relembrou sua reação em sua coluna em janeiro de 2009.

### Condenação
Em 11 de fevereiro de 2009, o tribunal de Dnipro considerou Sayenko e Suprunyuk culpados de homicídio premeditado e condenou ambos à prisão perpétua. Suprunyuk foi considerado culpado de 21 assassinatos e Sayenko de 18. Eles também receberam sentenças de quinze anos após serem considerados culpados pelas acusações de roubo. Hanzha, que não esteve envolvido nos assassinatos, foi considerado culpado de roubo e condenado a nove anos de prisão. Sayenko e Suprunyuk também foram considerados culpados pelas acusações de crueldade contra animais. Hanzha disse sobre Sayenko e Suprunyuk: "Se eu soubesse das atrocidades que eles eram capazes de cometer, não teria me aproximado deles sob a mira de uma arma." O juiz declarou no veredicto que o principal motivo dos crimes tinha sido um desejo de "autoafirmação mórbida". Referindo-se aos acusados, o tribunal observou “a pobreza do seu mundo emocional e a sua ausência de interesse pelas pessoas e pelos padrões morais”.
O veredito do tribunal tinha centenas de páginas e foi lido ao longo de dois dias. Os advogados de Sayenko e Suprunyuk anunciaram sua intenção de apelar, dizendo que a autenticidade das evidências fotográficas e de vídeo não foi estabelecida além de qualquer dúvida razoável. A alegação foi rejeitada por Edmund Saakian, advogado de uma das famílias das vítimas, que comentou: "Em teoria, uma foto pode ser falsificada, mas para falsificar, um vídeo de quarenta minutos exigiria um estúdio e um ano inteiro." Larissa Dovgal, representante das famílias das vítimas, afirmou que outros perpetradores envolvidos nos crimes ainda podem estar soltos.
Os pais de Sayenko e Suprunyuk reiteraram sua crença na inocência de seus filhos. Vladimir Suprunyuk alegou que Igor foi torturado para extrair sua confissão, com a polícia cobrindo sua cabeça e forçando-o a inalar fumaça de cigarro. Falando em conferência de imprensa televisiva, ele citou irregularidades na investigação e disse que o caso contra seu filho era falso. Sayenko afirmou que o seu filho era um bode expiatório e que os crimes foram cometidos por familiares de famílias influentes. Os pais declararam a sua intenção de recorrer ao Supremo Tribunal da Ucrânia e ao Tribunal Europeu dos Direitos Humanos. Os pais de Sayenko e Suprunyuk também argumentaram que a sentença de Hanzha foi demasiado branda. Uma pesquisa de opinião realizada em Dnipro concluiu que 50,3% das pessoas acreditavam que a sentença era justa e 48,6% acreditavam que a sentença deveria ter sido mais severa. Em abril de 2011, uma sondagem concluiu que quase 60% dos ucranianos queriam que a pena de morte fosse aplicada a casos de homicídios em série, sempre que o erro judicial tivesse sido excluído.

### Apelo
Em 18 de agosto de 2009, a Suprema Corte da Ucrânia encaminhou o caso de volta ao tribunal regional de apelação de Dnipro. A medida foi bem recebida por Igor Sayenko, que afirmou que era um passo para limpar o nome do seu filho. Falando em uma coletiva de imprensa, Igor Sayenko e Vladimir Suprunyuk repetiram sua crença de que o caso foi baseado em evidências fabricadas. Um porta-voz do Ministério Público disse que a decisão de devolver o caso ao tribunal de apelação foi processual e que eles estavam confiantes de que o veredito seria mantido. O recurso foi agendado para 5 de outubro de 2009. Em entrevista ao jornal Novi Most, as mães de Sayenko e Suprunyuk disseram que seus filhos estavam sendo bem tratados na prisão. Também foi relatado que Igor Sayenko estava considerando criar um site sobre o caso.
Em 24 de novembro de 2009, a Suprema Corte da Ucrânia confirmou as sentenças de prisão perpétua impostas a Sayenko e Suprunyuk em fevereiro de 2009. Hanzha não recorreu da sentença de nove anos.

### Libertação de Hanzha
Em abril de 2019, foi relatado que Alexander Hanzha havia sido libertado da prisão após cumprir nove anos e era casado e pai de dois filhos.

## Mídia

### Documentário chileno
Em 2 de agosto de 2010, o canal de televisão chileno MEGA transmitiu um documentário sobre o caso. Foi intitulado Los maníacos del martillo (Os maníacos do martelo) e durou 1 hora e 25 minutos como parte da série investigativa Aquí en Vivo (Aqui, ao vivo). A jornalista Michele Canale voou para Dnipro e entrevistou diversas pessoas envolvidas no caso.
Os pais de Sayenko e Suprunyuk sustentaram a inocência de seus filhos, enquanto os detetives envolvidos no caso deram suas lembranças e repetiram a falta de confirmação da teoria de que os vídeos do assassinato foram gravados como filmes snuff para venda no exterior. Lidia Mikrenischeva, uma senhora idosa que sobreviveu a um ataque de martelo e ajudou a identificar os assassinos no tribunal, também foi entrevistada. Ela se lembra de ter sido atingida na cabeça por trás e ter caído no chão, mas sua vida foi salva quando os cães que a acompanhavam latiram alto e assustaram os agressores. Natalia Ilchenko, mãe da primeira vítima conhecida, Ekaterina Ilchenko, lembrou-se de ter encontrado sua filha irreconhecível após o ataque com martelo e comentou que os assassinos não deveriam ser comparados a animais porque eles matavam por diversão.
O documentário foi notável por mostrar uma ampla gama de fotografias e vídeos inéditos do caso. De uma fonte anônima, os cineastas obtiveram uma versão mais longa e não editada do vídeo de celular mostrando o assassinato de Sergei Yatzenko em 12 de julho de 2007. Sayenko e Suprunyuk são vistos parados na beira da estrada na floresta, ao lado de seu táxi Daewoo Lanos, esperando a chegada de uma vítima adequada e discutindo o que farão. Em um momento, Suprunyuk é visto olhando através de binóculos para ver se há algum veículo se aproximando. Ele também pode ser visto posando com um martelo, que ele esconde dentro de um saco plástico amarelo. Após 20 minutos, Sergei Yatzenko chega de bicicleta e é jogado no chão antes do ataque começar na floresta ao lado da estrada. Os filhos de Yatzenko foram convidados a participar do documentário, mas eles recusaram. De acordo com o comentário, sabe-se da existência de pelo menos mais cinco vídeos de assassinatos. O vídeo de Yatzenko foi mostrado ao diretor de filmes de terror chileno Jorge Olguín, que ficou tão perturbado que não conseguiu assistir tudo. O documentário também mostrou breves trechos de um vídeo de cinco minutos do assassinato de outra vítima, um homem não identificado. Em um ponto do vídeo, os assassinos comentam que o homem tem um dente de ouro. O homem foi morto com golpes na cabeça e uma faca, e alguns de seus pertences pessoais foram levados como troféus.
O documentário também mostrou uma gravação em vídeo da confissão de Sayenko, na qual ele admite que o roubo foi o motivo de alguns dos assassinatos. Um vídeo de Hanzha também foi mostrado, com o rosto machucado após uma suposta surra policial. Michele Canale tentou obter uma entrevista com os assassinos na prisão, mas foi negada pelas autoridades ucranianas. Foi examinada uma série de motivos para os assassinatos e concluiu-se que, apesar do veredito do tribunal, ainda existem questões sem resposta sobre o caso.

## Suposto caso de imitação em Irkutsk
Em 5 de abril de 2011, dois jovens russos, Artyom Anoufriev (em russo:  Артём Ануфриев) (nascida em 1992) e Nikita Lytkin (em russo:  Никита Лыткин) (nascido em 1993), conhecidos como os maníacos da Academia (em russo:  Академовские маньяки) foram presos em conexão com seis assassinatos e ataques a moradores de Akademgorodok, em Irkutsk. Os ataques, que envolveram um martelo e uma faca, começaram em dezembro de 2010. Ambos foram presos depois que uma gravação de vídeo mostrando um corpo feminino sendo mutilado com uma faca foi encontrada em uma câmera pertencente ao tio de Lytkin, que ficou desconfiado. Segundo relatos da mídia, os jovens foram influenciados pela leitura sobre os maníacos de Dnipropetrovsk na Internet. Um exame psiquiátrico os considerou sãos e eles disseram aos médicos que escolheram pessoas fracas como vítimas. Em 2 de abril de 2013, Anoufriev foi condenado à prisão perpétua e Lytkin a 24 anos de prisão.